# نمط ظاهري

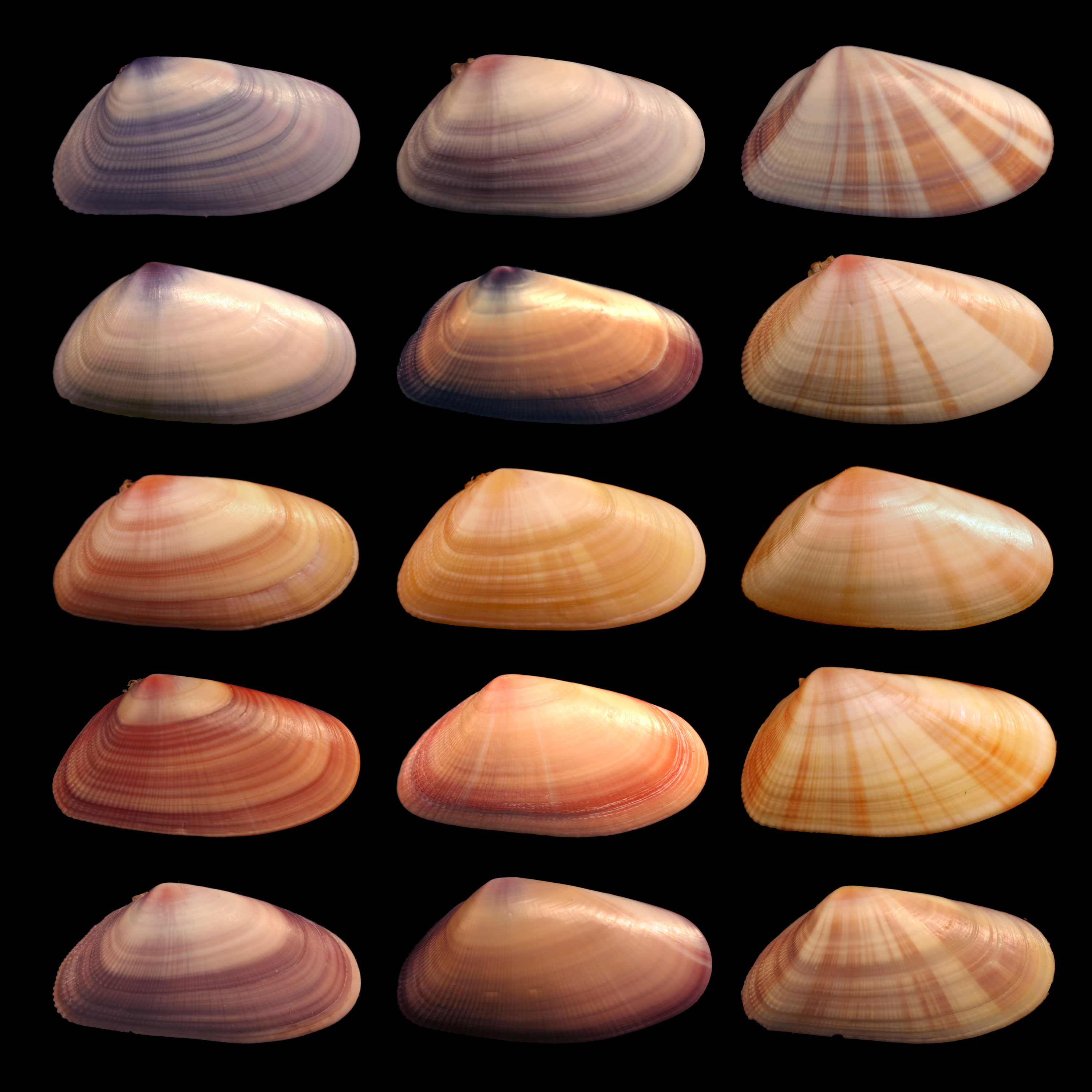
أصداف نوع الرخويات المسمى الدوناكس المتغير تظهر تلونات وأشكال مختلفة في نمطها الظاهري.

النمط الظاهري (بالإنجليزية: phenotype)‏، هو التكوين الظاهري الفيزيائي للكائن الحي. وهو عبارة عن مجموعة الخصائص أو السمات الظاهرية الفيزيائية الخاصة بالكائن الحي، مثل شكله، نموه، خصائصه الكيميائية الحيوية والفيزيولوجية، ظواهره، سلوكياته، ونواتج سلوكياته (مثل أعشاش الطيور)، وأي جزء مما يظهر من مبناه، وظيفته، أو سلوكه. فهو لا يدل فقط على السمات الخارجية التي تظهر على السطح، وإنما يشمل أيضا ما يمكن جعله ظاهرا من السمات بواسطة عمليات تقنية معينة، مثل فئات الدم. ما يحدد النمط الظاهري غالبا هو الجينات، ولكنه يتأثر أيضاً بالعوامل البيئية. فالأنماط الظاهرية تنتج عن تمثُّل النمط الجيني للكائن الحي وعن تأثير العوامل البيئية، وعن تفاعلها مع النمط الجيني. يمكن تبسيط طبيعة هذه العلاقة بالتعبير التالي:
النمط الجيني + البيئة ← النمط الظاهري
النمط الجيني للكائن الحي هو التعليمات الموروثة التي يحملها في شيفرته الجينية. أن يكون للكائنات الحية نفس النمط الجيني لا يعني أنَّ لها نفس المظهر أو السلوكيات، وذلك لأن النمط الظاهري يتأثر أيضا بالبيئة. والسلوك والمظهر يتغيران بتأثير الظروف البيئية والنمائية. وبالمثل، الكائنات الحية التي تبدو متماثلة ليست بالضرورة ذات أنماط جينية متطابقة.
أول من عرض هذا التمييز بين النمطين كان ويلهيلم جوهانسن في عام 1911 لتوضيح الفرق بين ما يرثه الكائن الحي، وبين ما ينتج عما يرثه. هذا التمييز مشابه لما افترضه أوغست فايسمان، الذي قام بالتمييز بين الأصول الوراثية [الإنجليزية] germ plasm (المادة الوراثية) والخلايا الجسدية (الجسد). ويجب الانتباه لعدم الخلط بين هذا المفهوم ومبدأ علم الأحياء الجزيئي المركزي الذي أتى به فرنسيس كربك، والذي ينص على أن المعلومات الوراثية الجزيئية تنتقل باتجاه واحد من الدنا إلى البروتين، وليس العكس.

## بعض الصعوبات في التعريف
يُستخدم مصطلح (النمط الظاهري) في بعض الأحيان بشكل خاطئ باعتباره اختصارًا للاختلاف بين النمط الظاهري والنمط البيئي، مما أدى إلى ظهور عبارة عبثية مفادها أنَّ الطفرة لا تملك نمط ظاهري.
على الرغم من تعريفه الواضح ظاهريًا فإن مفهوم النمط الظاهري قد أخفى تفاصيل كثيرة دقيقة. قد يبدو أنَّ أي شيء يعتمد على النمط الجيني هو نمط ظاهري بما في ذلك الجزيئات مثل الحمض النووي الريبي والبروتينات. معظم الجزيئات والهياكل المشفرة بواسطة المادة الوراثية غير مرئية في شكل الكائن الحي ولكن يمكن ملاحظتها (على سبيل المثال عن طريق لطخة ويسترن) وبالتالي فهي جزء من النمط الظاهري، تعتبر مجموعات الدم البشري مثال على ذلك. قد يبدو أن ذلك يتعدى الشروحات الأصلية للمفهوم بتركيزه على أعضاء الكائن (الحي) في حد ذاته. وفي كلتا الحالتين يشمل مصطلح النمط الظاهري سمات وخصائص يمكن ملاحظتها أو سمات يمكن رؤيتها بواسطة بعض الطرق التقنية. يوجد قسم مهم من هذه الفكرة هو وجود جزيئات عضوية أو مستقلبات تنتجها كائنات حية من خلال التفاعلات الكيميائية للأنزيمات.
يضيف قسم آخر (السلوك) إلى مفهوم النمط الظاهري من خلال اعتبار السلوكيات خصائص يمكن ملاحظتها. تشمل الأنماط الظاهرية السلوكية الأنماط المعرفية والشخصية والسلوكية. قد تمثل بعض الأنماط الظاهرية السلوكية الاضطرابات النفسية.

## الاختلاف في النمط الظاهري
يعتبر الاختلاف في النمط الظاهري (بسبب الاختلاف الوراثي) شرطًا أساسيًا للتطور عن طريق الانتقاء الطبيعي. إنَّ الكائن الحي ككل هو الذي يوجد (أو لا يوجد) في الجيل التالي، لذلك يؤثر الانتقاء الطبيعي على التركيب الوراثي للكائنات بشكل غير مباشر عبر الأنماط الظاهرية. لن يكون هناك تطور عن طريق الانتقاء الطبيعي دون وجود الاختلاف في النمط الظاهري.
غالبًا ما يتم تصور التفاعل بين النمط الجيني والنمط الظاهري من خلال العلاقة التالية:
النمط الجيني (G) + البيئة (E)=النمط الظاهري (P)
يوجد شكل أكثر دقة للعلاقة:
النمط الجيني (G) + البيئة (E) + التفاعلات بين النمط الجيني والبيئة (GE)=النمط الظاهري (P)
غالبًا ما تملك الأنماط الجينية مرونة كبيرة في تعديل الأنماط الظاهرية والتعبير عنها، تختلف هذه الأنماط الظاهرية في العديد من الكائنات اختلافًا كبيرًا في ظل الظروف البيئية المختلفة. تم العثور على النبتة الكندية في بيئتين مختلفتين في السويد. أحد البيئات صخرية ضمن المنحدرات الصخرية بجانب البحر حيث كانت النباتات كثيفة وعريضة الأوراق ذات أزهار واسعة، وبيئة أخرى بين الكثبان الرملية حيث تنمو النباتات على الأرض وتملك أوراق ضيقة وأزهار صغيرة. تتغير هذه البيئات على طول ساحل السويد وتحدد معها النمط الظاهري للنباتات التي تنمو فيها.
نضرب مثال على التباين العشوائي في ذبابة الفاكهة عدد العيينات والتي قد تختلف (عشوائيًا) بين العين اليسرى واليمنى في فرد واحد بقدر ما تختلف بين الأنماط الجينية المختلفة عمومًا، أو بين الكائنات المستنسخة التي تنشأ في بيئات مختلفة.

## النمط الظاهري الموسع
وصف ريتشارد دوكينز النمط الظاهري الذي يشمل جميع الآثار التي تحدثها الجينات حولها بما في ذلك الكائنات الحية الأخرى كنمط ظاهري موسع، مثبتًا فكرته بقوله: «يميل سلوك الكائن إلى محاولة الإبقاء على الجينات من أجل الحفاظ على هذا السلوك، سواءً أكانت هذه الجينات موجودة في جسم الكائن ذاته أم لا». على سبيل المثال: كائن حي مثل القندس يعدل بيئته عن طريق بناء سد القندس، يمكن اعتبار هذا السلوك تعبيرًا عن جيناته تمامًا مثل قواطعه الحادة (أسنانه) التي يستخدمها لتعديل بيئته. وبالمثل عندما تطعم الطيور متطفلات الأعشاش مثل الوقواق، فإنها توسع نمطها الظاهري دون قصد. وعندما تؤثر النباتات السحلبية على سلوك نحل السحلب لزيادة التلقيح، أو عندما تؤثر الجينات الموجودة في الطاووس على قرارات إناث الطاووس أيضًا يتم توسيع النمط الظاهري. حسب رأي دوكينز: يتم اختيار الجينات من خلال آثارها الظاهرية.

## الصفات الموروثة وعلم المظاهر
على الرغم من أنَّ النمط الظاهري هو مجموعة من الخصائص التي يمكن ملاحظتها والتي يظهرها كائن حي، فإن مصطلح الصفات الموروثة يُستخدم في بعض الأحيان للإشارة إلى مجموعة من السمات، في حين يشار إلى دراسة مثل هذه المجموعة بمصطلح علم المظاهر. يعتبر علم المظاهر مجالًا مهمًا للدراسة بسبب إمكانية استخدامه لمعرفة المتغيرات الجينومية التي تؤثر على الأنماط الظاهرية والتي يمكن استخدامها بعد ذلك لشرح بعض الصفات مثل الصحة والمرض والصلاحية التطورية. [14] يشكل علم المظاهر جزءًا كبيرًا من مشروع الجينوم البشري.
لعلم المظاهر تطبيقات واسعة النطاق في الصناعة الزراعية. فمع تزايد عدد الكائنات الحية بشكل هائل وعدم تناسق أنماط الطقس بسبب الاحتباس الحراري أصبح من الصعب زراعة ما يكفي من المحاصيل لدعم سكان العالم. يمكن التعرف على المزايا الجينومية المفيدة مثل مقاومة الجفاف والحرارة من خلال استخدام علم المظاهر الوراثية لإنشاء المزيد من الكائنات المعدلة وراثيًا.
يعتبر علم المظاهر أيضًا نقطة انطلاق هامّة نحو الطب وخاصةً العلاج بالعقاقير. يحتوي هذا التطبيق على أكبر إمكانية لتجنب اختبار الأدوية العلاجية ذات النتائج غير الفعّالة أو غير الآمنة. [18] بمجرد أن تحصل قاعدة البيانات على مزيد من البيانات يمكن استخدام معلومات المريض لتحديد عقاقير معينة مصممة خصيصًا له. مع تطور هذا العلم يزداد احتمال أن تساعد المعرفة الجديدة في تحقيق معالجة المتلازمات العصبية والنفسية.